# Tony Sergeant
Pour les articles homonymes, voir Sergeant.
Tony Sergeant, né à Deinze le 6 juin 1977, est un ancien footballeur belge jouant au poste de milieu de terrain. Il met un terme à sa carrière en 2012 et devient entraîneur des jeunes à La Gantoise.

## Carrière
Passé professionnel à 23 ans, il a disputé 105 rencontres en D1 belge pour le compte du Royal Antwerp FC, club pour lequel il a marqué 18 buts. Il a quitté l'Antwerp pour le SV Zulte-Waregem en 2004, après une saison en D2 et une montée. 
Il a disputé 32 matchs et marqué 10 buts lors de la saison 2005-2006.
À l'intersaison 2007, il est transféré à l'AS Bari, mais revient en Belgique début 2008, en étant prêté au Cercle Bruges, puis en y étant définitivement transféré.